# Sara Pérez Romero
Sara Pérez Romero (San Juan del Río, Querétaro; 19 de junio de 1870-Ciudad de México, 31 de julio de 1952), también conocida como Sara P. de Madero, fue una política y activista mexicana, cónyuge del presidente de México Francisco I. Madero. Formó parte de un grupo junto con Carmen Serdán Alatriste y Aquiles Serdán Alatriste que apoyó el movimiento antirreeleccionista en los días previos al estallido de la Revolución mexicana. También se le conoció como la «Primera dama de la Revolución» o Sarita. 

## Estudios y primeros años
Sara Pérez Romero nació el 19 de junio de 1870, en San Juan del Río, Querétaro. Fue una de las hijas del hacendado Macario Pérez Romero y de su esposa Avelina Romero. Su madre murió cuando Sara era todavía una niña. Sara pasó los primeros años de su infancia y adolescencia en Aculco y Arroyo Zarco. Para continuar sus estudios, se trasladó a la Ciudad de México. Al principiar el año de 1893, fue enviada al aristocrático Colegio de Notre Dame en Indiana, donde conoció a Mercedes Madero y a Magdalena Madero.

## Matrimonio
Se hizo novia de Francisco I. Madero por el año de 1897. Contrajeron matrimonio en 1903; primero en una ceremonia civil, celebrada el 26 de enero en la capital mexicana. Después, la ceremonia religiosa, el día 27, en la capilla del palacio arzobispal de la segunda calle de Santo Domingo. Fue presidida por el arzobispo Próspero María Alarcón y Sánchez de la Barquera. El banquete se ofreció en el Hotel Reforma. Su hogar lo fijaron en San Pedro de las Colonias, en el estado de Coahuila. Doña Sara y el presidente Madero no tuvieron hijos.

## La inseparable Sarita
En 1909, cuando Madero estuvo encarcelado en Monterrey, doña Sara vivió con él en la prisión. Sin embargo, al trasladarlo a San Luis Potosí, se vio forzada a arrendar una casa cerca de la penitenciaría, pues no le permitieron estar junto a su esposo. Doña Sara pasó en su compañía todas las horas que le fueron permitidas; además, tramitó junto con el potosino Pedro Antonio de los Santos una fianza de 10 mil pesos, para que Francisco I. Madero saliera libre.
Iniciada la Revolución mexicana, Sarita acompañó a su esposo en su gira presidencial. Lo acompañaba a todas partes, lo mismo a los campamentos de soldados que a los mítines políticos, los discursos y las negociaciones.

## Presidencia de Francisco I. Madero

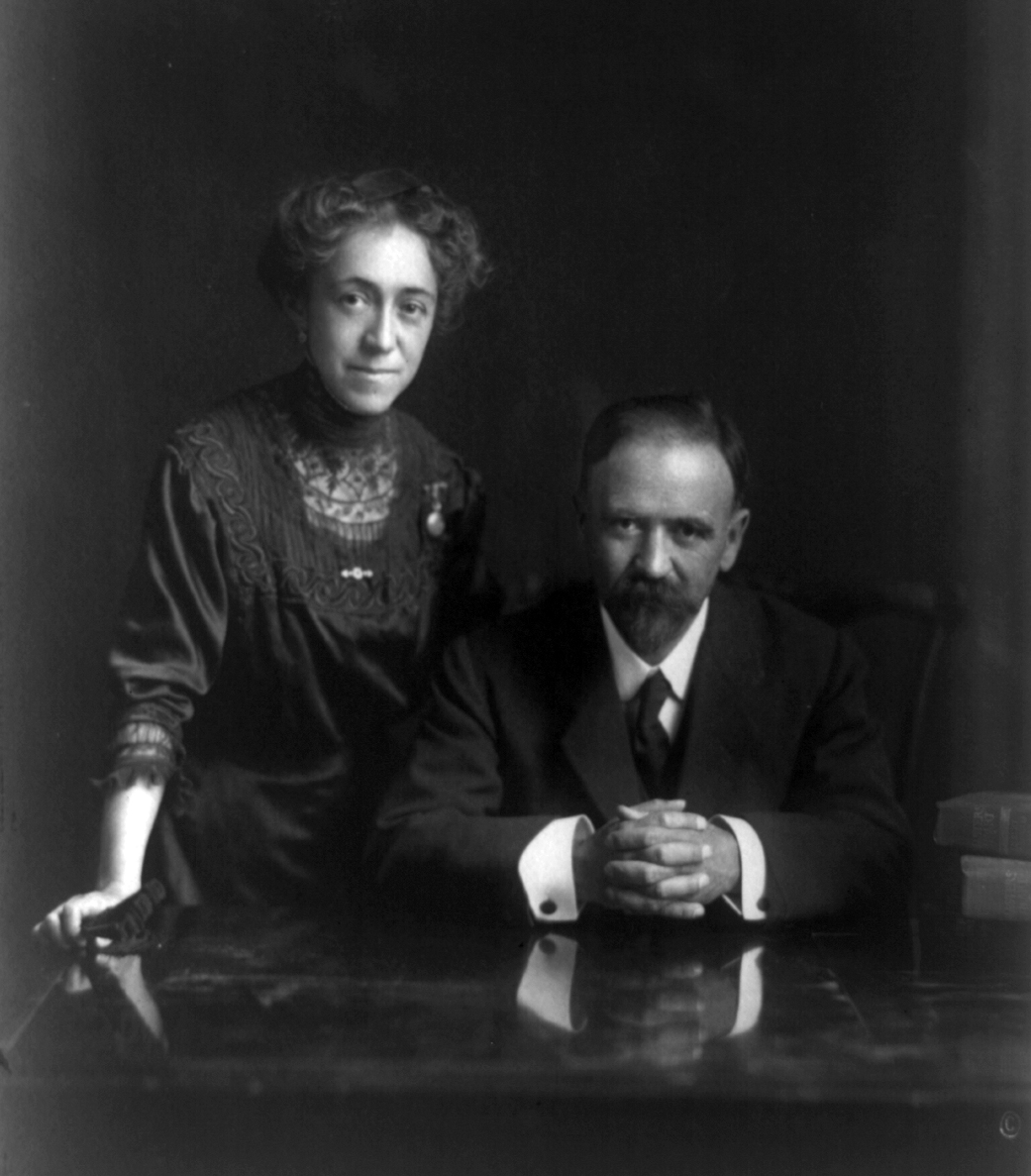
Sara junto a Francisco.

Siendo Sarita primera dama, por sí misma arengaba a las tropas y organizaba actos proselitistas y festivales a favor de las víctimas del movimiento armado; asistía a las reuniones de obreros y recibía a las organizadoras de los clubes políticos (como las hijas de Cuauhtémoc), y acudía también a comisiones que le causaban todo tipo de problemas. Presidía el Club Caridad y Progreso, y fundó la Cruz Blanca Neutral por la Humanidad. Ella y su esposo fueron los padrinos de bodas del matrimonio del general Emiliano Zapata y Josefa Espejo, en 1911.

## Una larga viudez
En febrero de 1913, se efectuó un golpe de Estado en contra del régimen de don Francisco. Este episodio, conocido con el nombre “la Decena Trágica”, terminó con la aprehensión y el asesinato del presidente Madero, del vicepresidente José María Pino Suárez y de varios políticos maderistas como su cuñado Gustavo Madero, el intendente del Palacio Nacional Adolfo Bassó y de los generales maderistas Víctor Hernández Covarrubias y Gabriel Hernández Márquez. Muerto su esposo, se exilió en Cuba, donde fue acogida por el embajador Manuel Márquez Sterling. Regresó durante un tiempo a México a la caída del régimen de Victoriano Huerta en 1914 y asistió a un homenaje que los generales Francisco Villa y Felipe Ángeles encabezaron a su fallecido esposo en el Panteón Francés de la Piedad. Vivió varios años en el exilio en Estados Unidos, bajo la administración de Woodrow Wilson, y en 1921 retornó a la Ciudad de México. Una vez instalada, residió en una casa situada en la calle Zacatecas número 8, en la colonia Roma. Ahí viviría hasta su muerte, manteniéndose con una pensión del gobierno.
Formó parte del Club de Lealtad a Madero. No tuvo hijos. A su muerte, los diarios de la época la llamaron la Primera Dama de la Revolución.

## Fallecimiento
Treinta y nueve años después de haber sido asesinado Francisco I. Madero, Sarita, "La Primera Dama de la Revolución", falleció el 31 de julio de 1952, en su residencia, a las 19:20 hrs. Fue sepultada en el Panteón Francés de la Piedad, en la Ciudad de México, a las 17:00 hrs. del 1 de agosto de 1952, en la misma tumba donde entonces descansaban los restos de su marido. El féretro de doña Sara estaba cubierto por la bandera de la Cruz Blanca, que ella había fundado junto con Elena Arizmendi en 1911. Tenía la inscripción que rezaba: "Por la Humanidad".
Al sepelio asistieron cinco hermanos de Francisco I. Madero y varios parientes suyos. También estuvieron presentes los ex presidentes de México Pascual Ortiz Rubio, Roque González Garza, y el presidente en turno, Miguel Alemán Valdés.

## La entrevista
En 1916, a tres años de los sucesos de la Decena Trágica, el periodista estadounidense Robert Hammond Murray entrevistó a Sara Pérez viuda de Madero. En esta entrevista, ella relató cómo, tras la detención del presidente Madero y del vicepresidente Pino Suárez, fue a buscar la ayuda del embajador de Estados Unidos en México, Henry Lane Wilson, para que se respetara la vida de los detenidos, y cómo su petición fue rechazada.

### Fragmentos
En seguida, algunos fragmentos de esa entrevista:

LA ESPOSA DE MADERO PIDE AYUDA Al EMBAJADOR DE ESTADOS UNIDOS:
Henry Lane Wilson

Sara Pérez de Madero entregó un documento a la legación norteamericana en el cual señala que si su embajador se hubiera dirigido con enérgica representación, su esposo y el vicepresidente se hubieran salvado y se habría evitado la responsabilidad que recae en Estados Unidos por los actos de su representante diplomático.
"Pregunta: Antes de que entremos en los detalles personales acaecidos entre usted y el antiguo embajador de los Estados Unidos en México señor Henry Lane Wilson en los días transcurridos desde el arresto de su esposo, el 18 de febrero de 1913, hasta su asesinato el 22 del mismo mes y año, cuando usted y otros miembros de la familia del Presidente trataron en vano que el embajador americano utilizara el poder del Gobierno de los Estados Unidos y su indiscutible influencia en el ánimo de Victoriano Huerta para que salvara la vida del Presidente Madero y del Vicepresidente Pino Suárez, ¿es verdad que la actitud del embajador americano hacia el presidente Madero y su gabinete fue siempre poco amistosa?
Respuesta: El Presidente Madero y virtualmente todos los miembros de aquel Gobierno creían firmemente, y al parecer con razón, que la actitud del embajador americano no solo para el Gobierno de mi esposo, sino también para la República Mexicana, era no solo poco amistosa sino descaradamente enemiga.
P: ¿Se hicieron indicaciones al Presidente Madero para que pidiera el retiro del embajador al Gobierno americano?
R: Muchas veces sus amigos pidieron al Presidente Madero y le urgieron para que solicitara del Gobierno de Washington que fuera retirado aquel embajador.
P: ¿Por qué rehusó hacerlo?
R: Siempre decía: 'Va a estar aquí poco tiempo y es mejor no hacer nada que contraríe a él o a su Gobierno'.
P: ¿Estuvo usted con el presidente durante la rebelión?
R: No volví a ver a mi esposo desde que dejó el Castillo de Chapultepec para ir al Palacio Nacional en la mañana del 9 de febrero. Él permaneció en el Palacio Nacional y yo en el Castillo de Chapultepec.
P: El embajador en sus mensajes dice que el presidente había asesinado a algunos hombres durante la pelea en sus oficinas, ¿esto es verdad?
R: No es verdad. Jamás andaba armado.
P: ¿Cuáles fueron las condiciones que pusieron para su renuncia el presidente y el vicepresidente?
R: Por convenio con Huerta y bajo la oferta que él hizo de que podrían abandonar el país sin que nada se les hiciera y marchar a Europa, fue como se obtuvo la renuncia.
P: ¿Cuándo tuvo usted su entrevista con el embajador y cuál fue su actitud y continente?
R: La misma tarde del 20 de febrero de 1913. El embajador mostraba que estaba bajo la influencia del licor. Varias veces la señora Wilson tuvo que tirarle del saco para hacerlo que cambiara de lenguaje al dirigirse a nosotros. Fue una dolorosa entrevista. Dije al embajador que íbamos a buscar protección para las vidas del Presidente y Vicepresidente. 'Muy bien, señora —me dijo— ¿y qué es lo que quiere que yo haga?' —Quiero que usted emplee su influencia para salvar la vida de mi esposo y demás prisioneros. -Esa es una responsabilidad —contestó el embajador— que no puedo echarme encima ni en mi nombre ni en el de mi Gobierno. Seré franco con usted, señora. La caída de su esposo se debe a que nunca quiso consultarme. Usted sabe, señora, que su esposo tenía ideas muy peculiares. Yo le contesté: 'Señor embajador, mi esposo no tiene ideas peculiares, sino altos ideales'. Me dijo que el general Huerta le había consultado qué debía hacerse con los prisioneros. '¿Y qué le contestó usted?', le pregunté. 'Le dije que hiciera lo que fuera mejor para los intereses del país', me dijo el embajador. Mi cuñada, que me acompañaba, no pudo menos que interrumpirlo diciendo: '¿Cómo le dijo usted eso? Usted sabe bien qué clase de hombre es Huerta y su gente, y va a matarlos a todos.
P: ¿Qué contestó el embajador a eso?
R: No contestó nada, pero dirigiéndose a mí, me dijo: 'Usted sabe que su marido es impopular; que el pueblo no estaba conforme con su Gobierno como presidente'. 'Bueno, le contesté, si eso es cierto, ¿por qué no lo ponen en libertad y lo dejan irse a Europa, donde no podría hacer daño alguno?' El embajador me contestó: 'No se preocupe usted ni se apure, no harán daño a la persona de su esposo. Sé sobre el particular todo lo que va a suceder. Por eso sugerí que renunciara su esposo'. Entonces le hablé de la falta de comodidades que había donde estaba mi esposo. 'Según parece - contestó el embajador- la lleva muy bien donde está. Durmió cinco horas de un tirón'.
P: ¿Cuál fue el final de esa conversación?
R: Cuando terminó la entrevista y dejamos la Embajada no habíamos ganado más que la promesa del embajador de que al Presidente no se le haría daño alguno en su persona.
P: ¿La oferta del embajador se cumplió?
R: Dos días después los presos fueron asesinados.
P: ¿Cree usted que el embajador pudo salvar las vidas del Presidente y Vicepresidente?
R: Tengo la firme convicción de que, si el embajador hubiera hecho enérgicas representaciones, como era razonable esperar que hiciera, en interés de la humanidad, no solo se habrían salvado las vidas del Presidente y Vicepresidente, sino que habría evitado la responsabilidad que recae en esos hechos en los Estados Unidos por los actos de su representante diplomático en México."

### Opiniones sobre Sara Pérez
Aurelio de los Reyes escribió:

"Ella abandona ovillo y aguja, escoba y trapeador y se lanza a la calle a conseguir sus derechos. Lo que ocurría en esos días era que muchas mujeres salían del hogar y fundaban clubes políticos, organizaban manifestaciones callejeras para apoyar demandas y hasta se lanzaban a la huelga."

José Emilio Pacheco escribió:

"Y entre el parque y mi casa vivía doña Sara P. de Madero. Me parecía imposible ver de lejos a una persona de quien hablaban los libros de historia, protagonista de cosas ocurridas cuarenta años atrás. La viejecita frágil, dignísima, siempre de luto por su marido asesinado."